# Dadasaheb Phalke
Dhundiraj Govind Phalke, znany jako Dadasaheb Phalke (ur. 30 kwietnia 1870 w Trymbak w Indiach, zm. 16 lutego 1944 w Nashik w Indiach) – indyjski malarz, fotograf, iluzjonista, reżyser i producent filmowy. Pionier kina. Autor Raja Harishchandra, pierwszego indyjskiego filmu pełnometrażowego, nazywany ojcem kina indyjskiego. Wyreżyserował ponad sto filmów o tematyce mitologicznej. Na jego cześć nazwano ustanowioną w 1945 roku prestiżową indyjską nagrodę filmową, nagrodę Dadasheb Phalke, wręczaną przez prezydenta Indii. 
Był synem nauczyciela sanskrytu. W 1885 roku rozpoczął w Bombaju naukę w szkole artystycznej. Oprócz malarstwa, interesował się także m.in. architekturą, fotografią, litografią i garncarstwem. Po zakończeniu nauki wykonywał szereg prac, był m.in. portrecistą, asystentem iluzjonisty, scenografem teatralnym, asystentem malarza Raja Ravi Varma i właścicielem własnej formy drukarskiej. W 1910 lub 1911 obejrzał film francuskiej pionierki kina Alice Guy Życie Chrystusa, co zainspirowało go do stworzenia pierwszego pełnometrażowego filmu hinduskiego. Jego fabuła miała opowiadać o postaciach mitologicznych. Aby spełnić to marzenie, Phalke nakręcił kilka filmów krótkometrażowych i za zdobyte w ten sposób pieniądze udał się do Londynu, gdzie uczył się rzemiosła filmowego od Cecila Hepworth oraz zakupił potrzebne do stworzenia filmu materiały. Po powrocie do kraju w 1912 rozpoczął pracę nad filmem Raja Harishchandra, zajmując się nie tylko reżyserią, ale też projektowaniem kostiumów, scenografią, scenariuszem i dystrybucją. Film, którego premiera odbyła się w 1913 roku, okazał się olbrzymim sukcesem, a Phalke przystąpił do tworzenia kolejnych filmów, również o tematyce mitologicznej. W 1913 roku w jego filmie Bhasmasur Mohini wystąpiła pierwsza indyjska aktorka (wcześniej w filmach grali wyłącznie mężczyźni). Nakręcił także m.in. nieme filmy Shri Krishna Janma (1918), Kaliya Mardan (1919) i Setu Bandhan (1923) oraz jeden film dźwiękowy – Gangavataran (1937). Wraz z pojawieniem się dźwięku w kinie filmy Phalke przestały być popularne, a on sam został zapomniany. Zmarł w biedzie. Rok po jego śmierci rząd Indii ustanowił nagrodę filmową jego imienia.